# Bran Barr
Bran Barr ist eine Celtic-/Pagan-Metal-Band aus Frankreich. Die Band selbst beschreibt ihre Musik als „Celtic War Metal“.

## Geschichte
Die Band wurde 1995 durch Aed Morban gegründet. Das erste Line-up stand 1996 mit Yolta als Sänger und Keyboarder, und Fir Doirtche und Brennus als Gitarristen und Hintergrundsänger. Als 1998 Taliesin als Bassistin und Amorgen als Flötist zur Band kamen, verzichtete man auf das Keyboard.

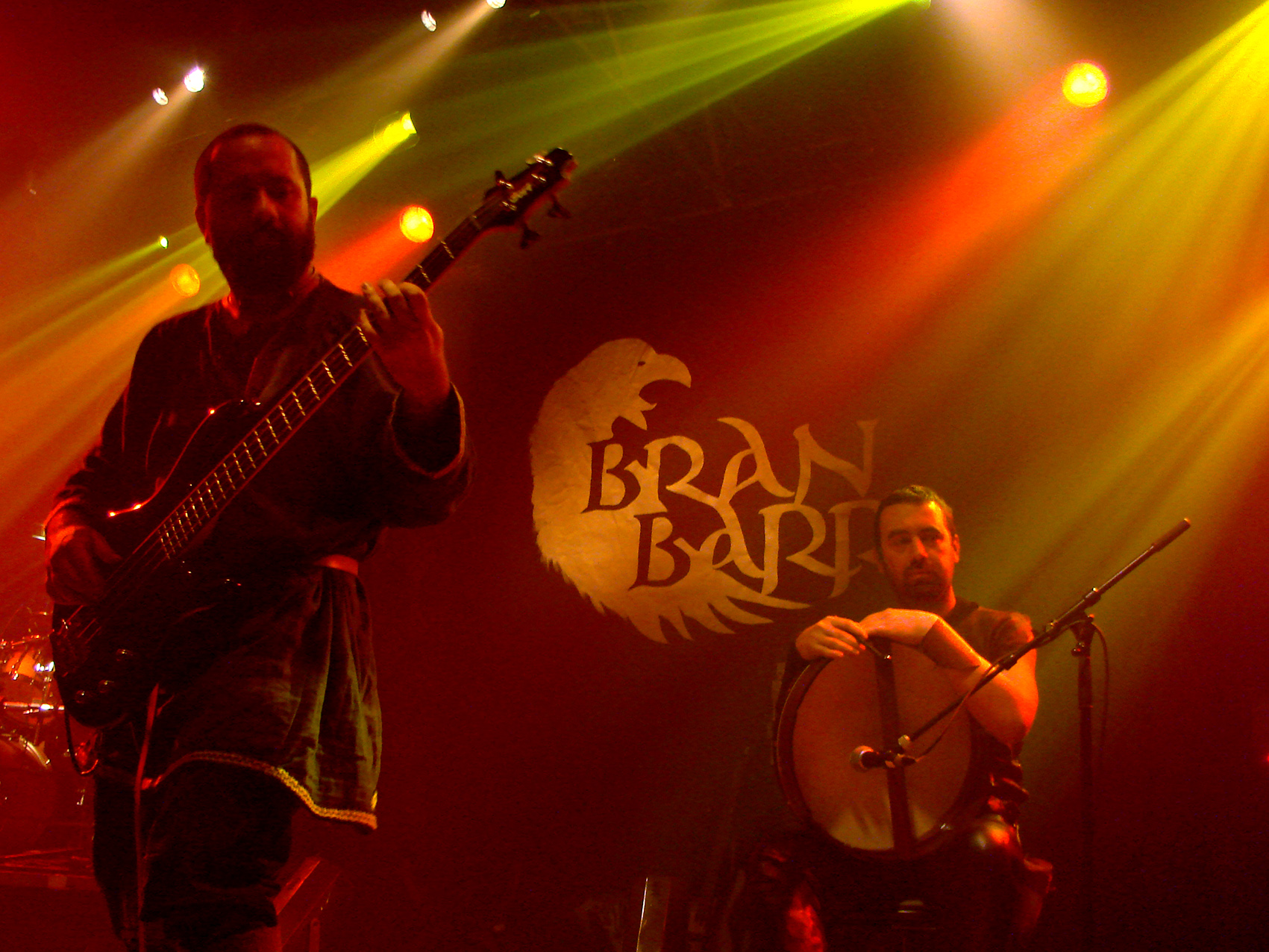
Bran Barr Live auf dem Cerrunos Fest am 18. Dezember 2007 in Paris

Das Debütalbum Les Chroniques de Naerg wurde in Eigenregie aufgenommen und produziert und im April 2000 schließlich veröffentlicht. Auf dem Album wurden auch irische Dudelsäcke, Bombarden und Bodhráns verwendet. Die Texte handelten von einer fiktiven, prächristlichen, keltischen Welt. Aufgrund des Erfolges des Albums wurde es Februar 2001 wiederveröffentlicht.
Nach einigen Konzerten war Bran Barr aufgrund diverser Seitenprojekte der Musiker und einigen Komplikationen inaktiv. Dies änderte sich jedoch wieder, als 2003 Kraban einstieg.
Im Juli 2008 schloss die Band einen Vertrag über vier Alben mit dem deutschen Label Det Germanske Folket ab, welcher jedoch schon bald wieder gekündigt wurde.
Im November 2009 wechselte Bran Barr zum deutschen Label Trollzorn und veröffentlichte Februar 2010 das zweite Album, Sidh, welches bereits 2005 aufgenommen wurde.

## Stil
Bran Barr kombiniert bretonisch/normannisch/keltische Volksmusik mit Black-, Death- und Thrash-Metal-Elementen. Der Gesang ist genretypisches Screaming, wobei gelegentlich auch klarer Gesang vorkommt. Die Texte handeln von diversen keltischen Themen.

## Diskografie
- 2000: Les chroniques de Naerg (Wiederveröffentlichung 2001)
- 2010: Sidh

## Belege
1. ↑  press.